# Shouyan (köpinghuvudort i Kina, Hunan Sheng, lat 25,57, long 111,50)
Shouyan (kinesiska: 寿雁) är en köpinghuvudort i Kina. Den ligger i provinsen Hunan, i den södra delen av landet, omkring 330 kilometer sydväst om provinshuvudstaden Changsha. Antalet invånare är 65 706. Befolkningen består av 29 477 kvinnor och 36 229 män. Barn under 15 år utgör 28,0 %, vuxna 15-64 år 63 %, och äldre över 65 år 8,0 %.
Runt Shouyan är det tätbefolkat, med 257 invånare per kvadratkilometer. Närmaste större samhälle är Daojiang, 8,9 km sydost om Shouyan. I omgivningarna runt Shouyan växer huvudsakligen savannskog.
Genomsnittlig årsnederbörd är 1 966 millimeter. Den regnigaste månaden är april, med i genomsnitt 291 mm nederbörd, och den torraste är oktober, med 41 mm nederbörd.